# آلفونسو بالکاسار
آلفونسو بالکاسار (اسپانیایی: Alfonso Balcázar‎؛ ۲ مارس ۱۹۲۶ – ۲۸ دسامبر ۱۹۹۳) فیلم‌نامه‌نویس، کارگردان فیلم، و تهیه‌کننده فیلم اهل اسپانیا بود.
از فیلم‌هایی که وی در آن‌ها نقش داشته‌است، می‌توان به یانکی و قاتل ۷۷؛ مرده یا زنده اشاره نمود.